# Хрест захисників Загірського вузла
Хрест захисників Загірського вузла — польський пам'ятний знак, яким представники польських выйськ нагороджували за участь в обороні залізничної інфраструктури міста Загір'я з листопада 1918 року під час польсько-української війни.
Хрести були відлиті з бронзи, витиснені в Загорській локомотивній майстерні. Його підвішували на стрічці. На реверсі був серійний номер.
На початку 1920-х років кап. Антоній Курка звернувся з проханням підготувати список учасників оборони залізниці в Загір'я на період з 1 листопада по 20 грудня 1920 року. Цей же старшина, який був військовим комендантом у Сяноцькому повіті, нагороджений Хрестом оборонців Загірського вузла. 7 листопада 1920 року в Загір'ї відбулися урочистості з нагоди другої річниці захоплення міста, під час яких були вручені почесні знаки Хреста захисників Загірського вузла.
Були нагороджені: Ян Пуздровський, Юліуш Залеський, Едвард Солон а також залізничники із Загір'я, в ому числі Філіп Шнайдер, Зиґмунт Ґжебен.
Копію Хреста захисників Загірського вузла було поміщено як вотивний дар у костелі Успіння Пресвятої Діви Марії в Загір'ї.

## Виноски
1. ↑  Sanockie biografie. Sanok: Oficyna Wydawnicza Miejskiej Biblioteki Publicznej im. Grzegorza z Sanoka w Sanoku. 2009. с. 95. ISBN 978-83-61043-09-6.
2. ↑  Jak Sanok wybił się na niepodległość. Sanok: Miejska Biblioteka Publiczna im. Grzegorza z Sanoka w Sanoku. 1995. с. 30. ISBN 83-901466-3-0.
3. ↑  Druga rocznica oswobodzenia w Zagórzu. Nowości Illustrowane. Nr 47: 9. 20 listopada 1920. {{cite journal}}: |volume= має зайвий текст (довідка)
4. ↑  Ś. p. dr. Jan Puzdrowski. Przewodnik Gimnastyczny „Sokół”. Nr 2-3: 35. Nr 1935. {{cite journal}}: |volume= має зайвий текст (довідка)
5. ↑  Zaleski, Jan (2000-2002). Biografie. Juliusz Adam Zaleski (1889–1940). Przemyskie Zapiski Historyczne. Polskie Towarzystwo Historyczne. Oddział w Przemyślu. 12—13: 365. ISSN 0860-0317.
6. ↑  Informacja na wystawie w Szkole Podstawowej nr 2 w Zagórzu.
7. ↑  Tarnawski, Jerzy (Nr 9 (57) / 2008 z 26 października 2008). Świt wolności nad Osławą i Sanem. 90. rocznica odzyskania niepodległości (PDF). Verbum. Parafia Wniebowzięcia Najświętszej Maryi Panny w Zagórzu: 10—11.
8. ↑  Wota w zagórskim kościele. parafia-zagorz.pl.